# Sutina (Chorwacja)
Sutina – wieś w Chorwacji, w żupanii splicko-dalmatyńskiej, w gminie Muć. W 2011 roku liczyła 349 mieszkańców.